# Chorthippus songoricus
Chorthippus songoricus är en insektsart som beskrevs av Bei-bienko 1936. Chorthippus songoricus ingår i släktet Chorthippus och familjen gräshoppor. Inga underarter finns listade i Catalogue of Life.